# 法夸爾環礁
法夸爾環礁（英語：Farquhar Atoll）是東非國家塞舌爾的島嶼，屬於法夸爾群島的一部分，距離馬埃島約770公里，由9個小島組成，土地面積7.5平方公里，潟湖面積170.5平方公里。

## 外部連結
- The Islands of the Seychelles

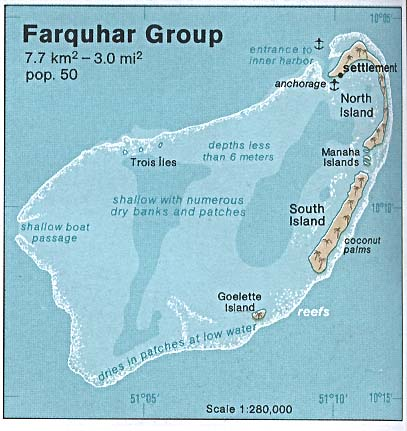

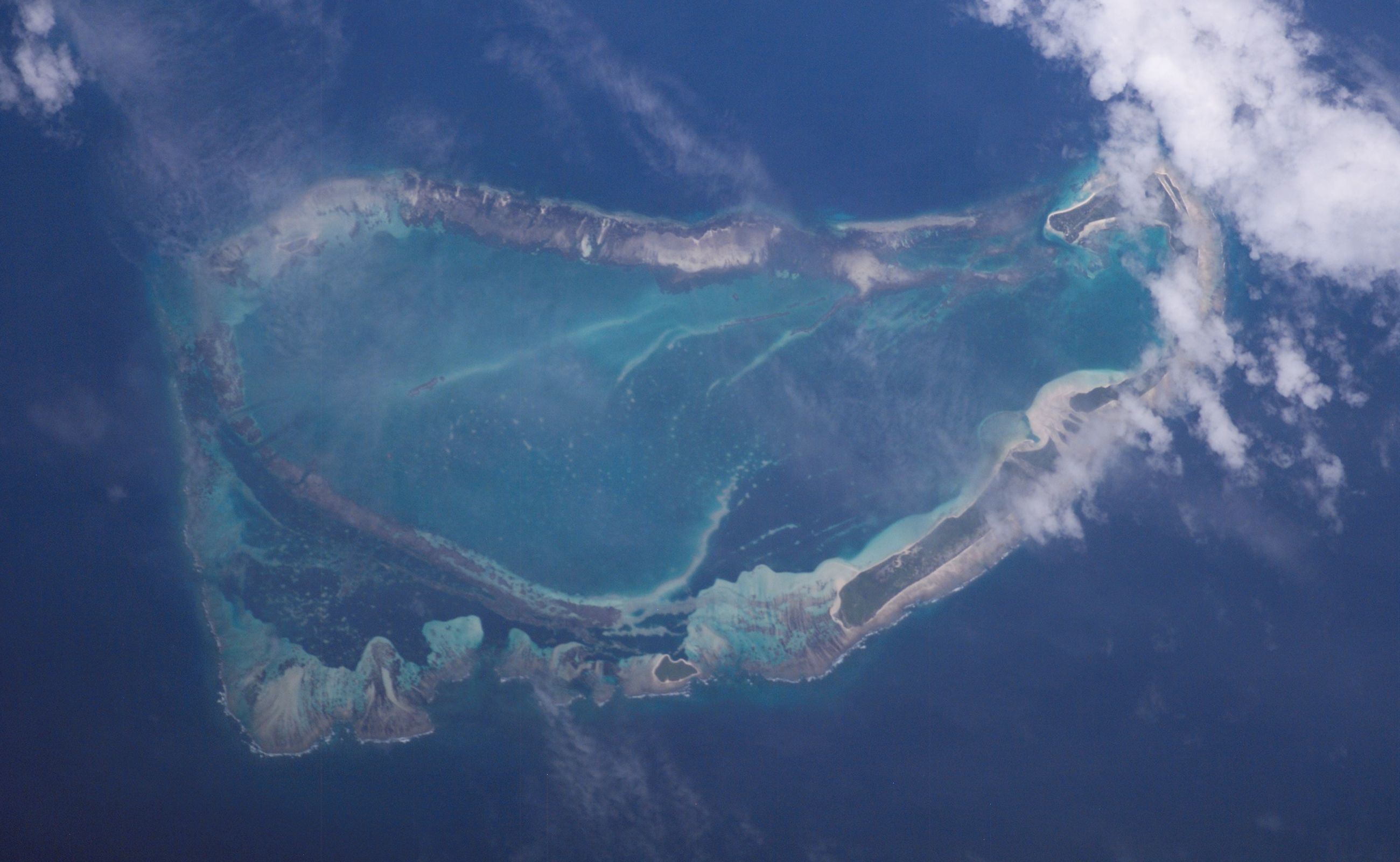

- Farquhar Atoll （页面存档备份，存于）

10°10′00″S 51°08′00″E / 10.16667°S 51.13333°E